# Kleiner Wolf
Kleiner Wolf war eine deutsche Automobilmarke, die zwischen 1950 und 1951 von Georg Wolf in Niebüll gefertigt wurde.
Das einzige produzierte Modell war der zweisitzige Roadster „Kleiner Wolf“ mit Kunststoffkarosserie und einem Einzylinder-Motorradmotor. Alle Räder waren einzeln aufgehängt. Ende 1951 verschwand der „Kleine Wolf“ vom Markt.